# کنسولگری پاکستان در مشهد
کنسولگری پاکستان در مشهد (به اردو: پاکستان کا قونصل خانہ مشہد میں) (به انگلیسی: Consulate Of Pakistan in Mashhad) کنسولگری رسمی جمهوری اسلامی پاکستان در شهر مشهد است.

## اطلاعات بیشتر
وبگاه رسمی کنسول‌گری پاکستان در ایران، مشهد
شماره تلفن: ۰۰۹۸۵۱۱۲۲۲۹۸۴۵